# Laagstraat
Laagstraat is een buurtschap in de gemeente Dongen in de Nederlandse provincie Noord-Brabant. Het ligt ten westen van Dongen.
Dongen · Dongense Vaart · 's Gravenmoer · 's-Gravenmoerse Vaart · Klein-Dongen · Laagstraat

Noord-Brabant: Steden en dorpen      Nederland: Provincies · Gemeenten